# Музафаров, Мансур Ахметович
Музафаров (Мозаффаров) Мансур Ахметович (тат. Мансур Әхмәт улы Мозаффаров) (6 марта 1902, Казань — 20 ноября 1966, Казань) — татарский композитор, педагог, заслуженный деятель искусств Татарской АССР (1950 г.), Народный артист Татарской АССР (1964 г.), лауреат Республиканской премии имени Габдуллы Тукая (1959 г.).

## Биография
Музафаров Мансур Ахметович родился в Казани 6 марта 1902 г. Получил высшее специальное образование.
Он начал свою творческую деятельность как участник национальных инструментальных ансамблей. В 1931 г. окончил этнографическое отделение Московской консерватории по классу композиции Ан. Александрова. В период 1934—1938 гг. проходил обучение в Татарской оперной студии при Московской консерватории. В 1945 г. он начал преподавать в Казанской консерватории, а в 1949—1961 гг. работал заведующим кафедрой композиции.
В течение жизни Мансур Музафаров вёл творческую работу на радио, а также в Татарском театре оперы и балета в Казани. К его наследию относятся как фольклорные напевы, песни и романсы, так и значительные музыкальные произведения в жанрах оперы, симфонической поэмы, инструментального концерта.

## Творчество
Мансур Музафаров написал такие оперы, как «Галиябану» по одноимённой драме М. Файзи на либретто А. Ерикея (премьера — в 1940 г., Татарский театра оперы и балета) и «Зульхабира» на либретто А. Файзи. Эти оперы были написаны на основе народно-песенных мотивов. Так, «Галиябану» широко использует татарский фольклор, а в «Зульхабире» использовано музыкальное наследие татарского народа.
Творческое наследие М. Музафарова составляют также симфонические поэмы, которые были посвящены Г. Тукаю и М. Вахитову. В этих произведениях Музафаровым впервые в татарской музыке были созданы яркие образы реально существовавших личностей, раскрывались темы взаимоотношения человека и общества, поэта и народа.
Мансур Ахметович Музафаров впервые в истории татарской музыки создал музыкальные произведения в жанре скрипичного концерта. Симфонические сочинения композитора обладают целостностью и ясностью своей драматургии, гармонично объединяют народную татарскую песенность и инструментальную симфоническую музыку.
Мансур Музафаров также писал песни на различную тематику. Его творчеству принадлежат такие известные песни, как «Яш егетлэр, яш кызлар», «Кызлар жыры» на стихи А. Ерикея, «Жилэк жыйганда» на стихи М. Джалиля и др. К патриотическим песням М. Музафарова относятся песни «Безнен юллар якты» на стихи А. Ерикея, «Поход жыры», «Идель турында жыр» на стихи А. Исхака, «Туган иль» на стихи А. Кутуя и др.
К наследию композитора относится также вокальная лирика — песня-романс, которая объединяет куплетность с поэтическим текстом и мелодическим образом и хорошей проработанностью фактуры: «Тын бакчада» на стихи А. Ерикеева, «Жырла, сандугач» на стихи М. Садри, «Башка берни дэ кирэкми» на стихи С. Хакима и др.
Кроме того, М. Музафарова писал музыку и для детей, которые вошли в учебный репертуар музыкальных школ.
М. Музафаров развивал татарскую музыкальную фольклористику. Он создал большое количество обработок татарских народных напевов для различных вокальных и инструментальных составов. Их отличает соединение специфики народной мелодики с классическими фактурно-гармоническими средствами. К таким произведениям относятся хоровые обработки протяжных напевов (озын кийлэр): «Салкын чишмэ», «Эрбет», «Аллюки», «Сакмар», «Татарская народная мелодия».
М. Музафаров является одним из основоположников современной татарской профессиональной музыки. Он творчески переосмыслил и переработал в форму классической музыки национальные особенности татарского музыкального фольклора. Его творческая деятельность нашла признание: он был удостоен Государственной премии ТАССР им. Г. Тукая (1959 г.), а в 1964 г. стал народным артистом Татарской АССР .

## Творческое наследие
- Оперы «Галиябану», «Зульхабира»
- Симфония (1944 г.)
- Симфониетта (1945 г.)
- Симфонические поэмы памяти Г. Тукая (1952 г.) и М. Вахитова (1956 г.)
- 2 концерта для скрипки с оркестром (1959 г., 1962 г.)
- кантаты «Путь к счастью» и «Цвети, Татарстан» на стихи Х. Вахита (1950 г., 1956 г.)
- вокально-инструментальные произведения, записи и обработки более 100 татарских народных песен

## Звания и награды
- Заслуженный деятель искусств Татарской АССР (1950)
- Орден Трудового Красного Знамени (1957)
- Республиканская премия имени Габдуллы Тукая (1959)
- Народный артист Татарской АССР (1964)

## Память
Похоронен на Татарском кладбище в Казани